# Scrophularia fedtschenkoi
Scrophularia fedtschenkoi är en flenörtsväxtart som beskrevs av Sofîa Gennadievna Gorschkova. Scrophularia fedtschenkoi ingår i släktet flenörter, och familjen flenörtsväxter. Inga underarter finns listade i Catalogue of Life.